# Production par les pairs sur la base des biens communs
Pour un article plus général, voir travail collaboratif.

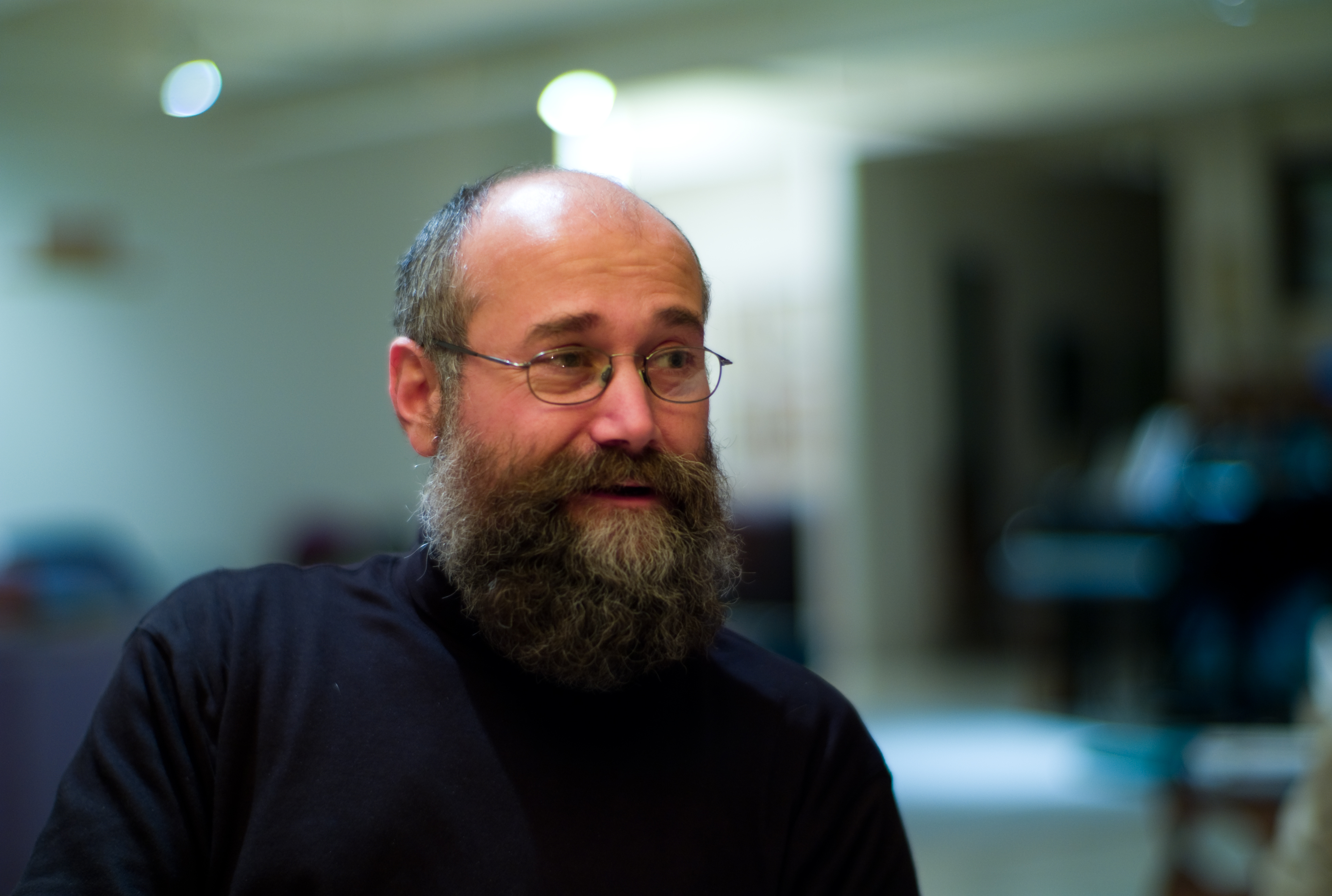
Yochai Benkler (en 2007), qui a introduit ce terme

La production par les pairs sur la base des biens communs (en anglais : « commons-based peer production », CBPP) est un modèle de production socio-économique dans lequel un grand nombre de personnes travaillent en coopération (généralement sur Internet). Les projets basés sur des communs ont généralement des structures hiérarchiques moins rigides que celles des modèles commerciaux plus traditionnels et, souvent, les contributeurs qui y participent ne sont pas rétribués financièrement. Le terme « commons-based peer production » a été inventé par Yochai Benkler, professeur à la Harvard Law School.

## Aperçu
Benkler distingue la production par les pairs basée sur les communs à la production d'entreprise, dans laquelle les tâches sont déléguées sur la base d'un processus décisionnel central, et la production basée sur le marché, dans laquelle la fixation de prix différents pour les différentes tâches sert d'incitation à toute personne intéressée par l'exécution d'une tâche. 
Benkler a introduit le terme dans son article de 2002 "Coase's Penguin, or Linux and the Nature of the Firm".  Le titre fait référence à la mascotte Linux et à Ronald Coase économiste à l'origine de la théorie des coûts de transaction de l'entreprise qui fournit le modèle méthodologique pour l'analyse de la production par les pairs. L'article cite Eben Moglen comme l'initiateur du concept.  
Dans son livre La Richesse des réseaux (2006), Benkler développe de manière significative sa définition de la production par les pairs sur la base de biens communs. Selon Benkler, ce qui distingue la production basée sur le commun est qu'elle n'appuie ni ne propage des connaissances privées : "Les intrants et les extrants du processus sont partagés, librement ou sous condition, sous une forme institutionnelle les laissant disponibles à tous de façon égale et à leur convenance." Pour s'assurer que les connaissances générées sont disponibles pour une utilisation libre, les projets basés sur les communes sont souvent sous licence ouverte. 
Toutes les productions basées sur le commun ne sont pas nécessairement qualifiées de production de pairs basée sur le commun. Selon Benkler, la production par les pairs se définit non seulement par le libre accès de la production, mais aussi par une méthode de travail décentralisée et participative. 
La production par les pairs présente deux avantages principaux par rapport aux approches hiérarchiques traditionnelles de la production : 
1. Gain d'informations : la production par les pairs permet aux individus de s'auto-assigner des tâches qui correspondent à leurs propres compétences, expertise et intérêts. Les contributeurs peuvent générer un contenu dynamique qui reflète les compétences individuelles et la «variabilité de la créativité humaine».
2. Grande variabilité des ressources humaines et informationnelles : conduit à des rendements d'échelle croissants substantiels du nombre de personnes, et des ressources et des projets qui peuvent être réalisés sans avoir besoin d'un contrat ou d'un autre facteur permettant la bonne utilisation des ressources pour un projet[3].

Dans Wikinomics, Don Tapscott et Anthony D. Williams suggèrent un mécanisme d' incitation derrière la production par les pairs à base commune. «Les gens participent aux communautés de production par les pairs pour une vaste gamme de raisons intrinsèques et intéressées....fondamentalement, les gens qui participent aux communautés de production par les pairs aiment ça. Ils se passionnent pour leur domaine d'expertise particulier et s'amusent à créer quelque chose de nouveau ou de meilleur."

 Aaron Krowne propose une autre définition: 
 La production par les pairs basée sur les biens communs fait référence à tout effort coordonné (principalement) basé sur Internet par lequel les volontaires contribuent aux composantes du projet, et il existe un processus pour les combiner afin de produire un travail intellectuel unifié. CBPP couvre de nombreux types différents de production intellectuelle, allant des logiciels aux banques de données quantitatives en passant par des documents lisibles par l'homme (manuels, livres, encyclopédies, revues, blogs, périodiques, etc.)  

## Principes
Premièrement, les objectifs potentiels de la production par les pairs doivent être modulaires. En d'autres termes, les objectifs doivent être divisibles en composants ou en modules, chacun pouvant être produit indépendamment. Cela permet aux participants de travailler de manière asynchrone, sans avoir à attendre les contributions des autres ou à se coordonner en personne. 
Deuxièmement, la granularité des modules est essentielle. La granularité fait référence au degré de décomposition des objets en plus petits éléments (taille du module). Différents niveaux de granularité permettront à des personnes ayant des degrés de motivation différents de travailler ensemble en contribuant à des modules de petite ou de grande taille, en fonction de leur niveau d'intérêt pour le projet et de leur motivation.  
Troisièmement, une entreprise de production entre pairs qui réussit doit avoir une intégration à moindre coût - le mécanisme par lequel les modules sont intégrés dans un produit final complet. Ainsi, l'intégration doit comprendre à la fois des contrôles de qualité sur les éléments et un mécanisme permettant d'intégrer les contributions dans le produit fini à un moindre coût. 

## Exemples
Voici des exemples de projets utilisant la production par les pairs basée sur les communs: 
- Linux, un noyau de système d'exploitation informatique
- GNU, un système d'exploitation informatique généralement utilisé en conjonction avec le noyau Linux
- Slashdot, un site d'actualités et d'annonces
- Wikipédia, une encyclopédie en ligne
- Relecteurs d' épreuves distribués, dont l'épreuve lit les textes du domaine public pour publication sur le projet Gutenberg
- SETI @ home, un projet qui recherche la vie extra-terrestre
- Kuro5hin, un site de discussion pour la technologie et la culture
- Clickworkers, un petit projet expérimental de la NASA qui utilise des volontaires publics (surnommés " clickworkers " sur le site) pour des tâches scientifiques
- Sourceforge, une organisation de développement de logiciels
- RepRap Project, un projet pour créer une imprimante 3D auto-copiante open source.
- Pirate Bay, un indice partagé de bittorrents (sous contrôle juridique en Suède depuis février 2009)
- OpenStreetMap, une carte du monde gratuite
- Ushahidi, cartes externalisées
- Open Source Ecology, un projet de conception et de construction de machines industrielles open source, fabriqué par eXtreme Manufacturing
- Jardin communautaire, où les gens travaillent ensemble pour faire pousser des choses et ensuite partager les fruits de leur travail.
- Zamphyr, une école d'éducation gratuite pour l'informatique
- Mozilla Firefox, un navigateur web libre et gratuit, développé et distribué par la Mozilla Foundation
- OpenOffice.org, une suite bureautique libre et gratuite

## Retombés et effets
Retombés et effets observés: 
- Personnalisation/Spécialisation : Avec des logiciels gratuits et open source, de petits groupes ont la capacité de personnaliser des projets colossaux et de les adapter à leurs besoins spécifiques. Avec la popularisation de l'impression 3D à prix réduit, et d'autres techniques de fabrication numériques, les matériaux open source sont désormais aussi une réalité.
- Longévité : Une fois un code lancé sous une licence de logiciel libre copyleft, il est quasiment impossible de le retirer du domaine public.
- Fertilisation croisée : Les experts dans un domaine peuvent travailler sur plus d'un projet sans avoir de tracas légaux.
- Révisions technologiques : Une technologie fondamentale donne lieu à de nouvelles implémentations sur des projets existants.
- Regroupement de technologies : Des regroupements de produits tendent à s'amasser autour d'un centre de technologie fondamentale et à s'intégrer les uns avec les autres.

## Concepts associés
Les processus de gouvernance et de propriété des pairs sont des concepts liés à la production de pairs basée sur les communs. Pour commencer, la gouvernance par les pairs est un nouveau mode de gouvernance et un mode ascendant de prise de décision participative qui est expérimenté dans des projets de pairs, tels que Wikipédia et FLOSS ; ainsi, la gouvernance par les pairs est la façon dont la production par les pairs, le processus dans lequel la valeur commune est produite, est gérée. La propriété des pairs indique le caractère innovant des formes juridiques telles que la licence publique générale, la Creative Commons, etc. Alors que les formes traditionnelles de propriété sont exclusives ("si c'est la mienne, ce n'est pas la vôtre"), les formes de propriété des pairs sont inclusives. C'est de nous tous, c'est-à-dire aussi pour vous, à condition de respecter les règles de base énoncées dans la licence, comme l'ouverture du code source par exemple. 
La facilité d'entrée et de sortie d'une organisation est une caractéristique des adhocraties. 
Le principe de la production par les pairs fondée sur les biens communs est similaire à l'invention collective, un modèle d'innovation ouverte en économie décrit par Robert Allen.

## Critique
Certains croient que la vision de la CBPP, bien que puissante et révolutionnaire, doit être renforcée à sa racine en raison de certaines hypothèses supposées fausses concernant les logiciels libres et open source (FLOSS). 
La littérature du CBPP cite régulièrement et explicitement les logiciels libres comme des exemples d'artefacts « émergents » en vertu d'une simple coopération, sans besoin de supervision de la direction (sans « signaux du marché ou instructions managériales », selon les termes de Benkler). 
On peut toutefois affirmer que dans la mise au point d'un logiciel non trivial, qu'il soit libre ou propriétaire, un sous-ensemble des (nombreux) participants joue toujours — de manière explicite et délibérée — le rôle de concepteur principal du système et du sous-système, déterminant l'architecture et la fonctionnalité, alors que la plupart des personnes travaillent « en dessous » de lui dans un sens logique et fonctionnel.

## Comparativement au capitalisme
La CBPP représente une forme de production alternative du capitalisme traditionnel. Cependant, à ce jour, la CBPP est toujours un prototype d'un nouveau moyen de production, on ne peut pas dire que c'est une forme complète de production par elle-même. La CBPP est intégrée dans le système capitaliste et, même si les processus et les formes de production diffèrent, elle est mutuellement dépendant du capital. Si elle réussit son implémentation, le marché et l'État ne disparaîtront pas, par contre les relations avec les moyens de production seront modifiées.
Un changement socio-économique porté par la CBPP n'est pas immédiat et il ne mène pas à l'utopie, il pourrait seulement aider à résoudre des enjeux actuels. Comme toutes transitions économiques, de nouveaux problèmes vont émerger et la transition sera compliquée. Toutefois, aller vers un moyen de production par les pairs sur la base des biens communs serait idéal, un pas de plus pour la société.
Si la CBPP est un prototype d'un nouveau moyen de production et de ce à quoi pourrait ressembler la société, elle ne peut pas se séparer, en soi, complètement du capitalisme : Les « commoners » devront trouver une façon innovante de devenir plus autonome du capitalisme. 
Dans une société menée par la base des biens communs, le marché continuerait d'exister, tout comme dans une société menée par le capitalisme, mais le marché changerait afin d'être principalement génératif plutôt qu'essentiellement extractif.